# William Ryan (zeiler)
William Ryan (Lake Macquarie, 23 december 1988) is een Australisch zeiler. 
Ryan vormt samen met Mathew Belcher een duo in de 470 klasse. Samen namen ze tweemaal deel aan de Olympische Spelen. In Rio wonnen ze samen de zilveren medaille achter de Kroaten.
In 2021 in het Japanse Enoshima werden Ryan en Belcher olympisch kampioen in de 470.
Samen werden Ryan en Belcher vijfmaal wereldkampioen. 

## Palmares

### Wereldkampioenschappen
| Jaar | Plaats       | Resultaten     |
| ---- | ------------ | -------------- |
| 2009 | Rungsted     | 12e 470 klasse |
| 2010 | Den Haag     | 22e 470 klasse |
| 2011 | Perth        | 31e 470 klasse |
| 2012 | Barcelona    | 16e 470 klasse |
| 2013 | La Rochelle  | 470 klasse     |
| 2014 | Santander    | 470 klasse     |
| 2015 | Haifa        | 470 klasse     |
| 2016 | San Isidro   | 470 klasse     |
| 2017 | Thessaloniki | 470 klasse     |
| 2018 | Aarhus       | 5e 470 klasse  |
| 2019 | Enoshima     | 470 klasse     |

### Olympische Zomerspelen
| Jaar | Plaats         | Resultaten |
| ---- | -------------- | ---------- |
| 2016 | Rio de Janeiro | 470 klasse |
| 2021 | Enoshima       | 470 klasse |

1976: Harro Bode / Frank Hübner ·
1980: Marcos Soares / Eduardo Penido ·
1984: Luis Doreste / Roberto Molina ·
1988: Thierry Peponnet / Luc Pillot ·
1992: Jordi Calafat / Kiko Sánchez ·
1996: Yevhen Braslavets / Ihor Matviyenko ·
2000: Tom King / Mark Turnbull ·
2004: Kevin Burnham / Paul Foerster ·
2008: Malcolm Page / Nathan Wilmot ·
2012: Mathew Belcher / Malcolm Page ·
2016: Šime Fantela / Igor Marenić ·
2020: Mathew Belcher / William Ryan